# پروولز
شهر پروولز (به فرانسوی: Péruwelz) در شهرستان تورنه  در استان انو  در منطقه فدرال والوون در کشور بلژیک واقع شده‌است.